# 안드레이 벨리
안드레이 벨리(러시아어: Андрей Белый, 1880년 10월 26일 - 1934년 1월 8일)는 러시아의 상징주의 시인이자 소설가, 문학 비평가이다. 본명은 보리스 니콜라예비치 부가예프(러시아어: Бори́с Никола́евич Буга́ев)이다.

## 소개
수학 교수였던 아버지의 영향으로 자연과학에 관심을 갖고 모스크바 대학교 물리-수학학부에 입학하였고, 이때 다윈을 비롯하여 여러 철학자들의 사상을 접하게 된다. 종교 철학가인 블라디미르 솔로비요프와 교제하면서 그의 가족들과 친하게 지내는데, 필명인 '안드레이 벨리'는 블라디미르의 동생 미하일 솔로비요프가 지어준 이름이다. 상징주의자로서 벨리의 사상은 복잡한 발전 과정을 겪는다. 초기에는 솔로비요프의 철학과 니체와 쇼펜하우어의 사상, 리케르트의 신칸트주의 이론에 매료되었다가, 후기에는 루돌프 슈타이너와 같은 신비주의 철학자의 인지학 이론을 주창하게 된다.
작가로서 창작 활동을 시작한 벨리는 1904년 첫 번째 시집 《쪽빛 황금》(Золото в лазурь)을 출간한다. 두 번째 시집 《재》(Пепель, 1908)는 네크라소프를 기념하는 것이고, 《유골 항아리》(Урна, 1909)는 마지막 시집이다. 이와 함께 벨리는 소설 작가로서 《심포니야》(Симфония) 4부작(《영웅》(1903), 《드라마》(1902), 《귀환》(1904), 《눈보라의 잔》(1908)을 비롯하여 《은빛 비둘기》(Серебряный голубь, 1909), 《코틱 레타예프》(Котик Летаев, 1922) 등 산문소설을 창작하였고, 1911년에 집필을 시작한 《페테르부르크》(Петербург)는 1916년 단행본으로 출판한다. 이 밖에도 《녹색 초원》(Луг Зеленый, 1910)과 《상징주의》(Символизм, 1910), 《아라베스크》(Арабески, 1911) 등 상징주의 철학과 문학 이론에 대한 많은 논문을 저술했다. 러시아 혁명 이후 벨리는 세 편의 회상록을 저술하는데, 이들은 당대를 풍미했던 상징주의 문학은 물론, 격동기 러시아 사회의 역사적 문화적 흐름에 대한 정보를 제공하는 귀중한 자료가 된다. 회상록은 1920년대 말에서 1930년대 초까지 집필되었고, 《두 세기의 분수령에서》(На рубеже двух столеций, 1930), 《세기의 시작》(Начало века, 1933), 《두 혁명 사이에서》(Между двух революций, 1935)가 출간되었다.

## 페테르부르크
〈페테르부르크〉는 조이스의 《율리시스》, 카프카의 《변신》과 더불어 20세기 모더니즘 산문의 걸작으로 꼽히는 작품이다. 특히 은유와 환유, 반복과 전위, 라이트모티프 등 독특한 스타일로 모더니즘 계열 작품들 중에서도 실험성이 두드러진 작품이다. 난해한 상징으로 가득찬 이 소설에는 니체와 베르그송 같은 20세기 초 철학자들의 사상에 투영된 러시아 상징주의 특유의 역사적, 철학적 사색이 담겨 있다.

## 같이 보기
- 알렉산드르 블로크
- 표도르 솔로구프
- 러시아 문학